# 西浦上
西浦上（にしうらかみ）は、長崎県長崎市の地域である。旧西彼杵郡西浦上村。
西浦上地区（長崎市役所西浦上地域センター管内）の人口は53,913人（2018年2月末日現在、住民基本台帳）。

## 概要
長崎市北部の地域である。1938年4月1日に旧西彼杵郡西浦上村が編入合併されたことにより長崎市の市域に含まれることになった。
中心市街地は地区南部の住吉にある。市の中心部への交通の便が比較的良いため市街地・住宅地が発達している。
それ以外の東部、川平町と三川町は山がちで住宅地などが少なく、発達していない。
旧西浦上村の北部には滑石という住宅地があり、もともとは当地区に属していたが、現在は独立した地区として扱われる。

## 歴史
- 江戸時代 - 大村藩に属する。
- 1872年（明治5年）- 廃藩置県により、長崎県第十五大区に属する。
- 1874年（明治7年）- 滑石郷と西郷に小学校が設置される（長崎市立西浦上小学校の起源）。
- 1879年（明治12年）7月 - 郡制の施行により、西彼杵郡に属する。
- 1885年（明治18年）7月 - 戸長役所を設置。
- 1889年（明治22年）4月1日 - 町村制の施行により、9郷で「西浦上村」を構成し、東北郷宮本（現・住吉）に村役場を設置。
  - 滑石郷・岩屋郷・東北郷・西北郷・西郷・家野郷・三組川内郷・川平郷・木場郷
- 1937年（昭和12年）4月 - 長崎県師範学校（男子）が桜馬場から移転。
- 1938年（昭和13年）4月1日 - 西浦上村が長崎市に編入される[2]。旧西浦上村役場に長崎市役所西浦上出張所が設置される。
- 1945年（昭和20年）
  - 2月11日 - 浦上水源地が完成。
  - 8月9日 - 長崎市への原子爆弾投下により、大きな被害を受ける。
- 1947年（昭和22年）4月 - 西浦上出張所が「西浦上支所」に改められる。
  - 学制改革が行われる。
    - 国民学校初等科が改組され、小学校1校（長崎市立西浦上小学校）と分校2校（川平分校・滑石分校）が発足。
    - 新制中学校1校（長崎市立西浦上中学校）が発足。
- 1949年（昭和24年）8月9日 - 郷・字の名称が変更され、西浦上地区では11町が新設される。
  - 滑石町・岩屋町・住吉町・西北町・西町・油木町・昭和町・三川町・川平町・三ツ山町・畦別当町
- 1951年（昭和26年）
  - 4月1日 - 西浦上小学校から滑石分校が分離し、長崎市立滑石小学校として独立。
  - 7月末 - 長崎市、競輪事業収益から出資して鉄筋アパート5棟が完成。
- 1953年（昭和28年）12月23日 - 滑石地区公民館が設置される。
- 1955年（昭和30年）4月1日 - 西浦上小学校から川平分校が分離し、長崎市立川平小学校として独立。
- 1956年（昭和31年）4月1日 - 長崎市立西町小学校が開校。
- 1960年（昭和35年）
  - 4月1日 - 長崎市が行政区域を4地区に区分し、西浦上地区は「北部」に含まれる。長崎市立西北小学校が開校。
  - 5月8日 - 長崎電気軌道、住吉から赤迫まで路線を延長し開通。
- 1961年（昭和36年）4月 - 長崎市立岩屋中学校が開校。
- 1964年（昭和39年）7月1日 - 若葉町・文教町・千歳町・中園町・花丘町・大手町・赤迫町が新設される。
- 1965年（昭和40年）4月1日 - 三芳町・江里町・白鳥町・音無町・柳谷町・若竹町・緑が丘町・錦町・葉山町が新設される。
- 2016年（平成28年）10月1日 - 滑石事務所が滑石支所（現・滑石地域センター）に改組される。
- 2017年（平成29年）10月1日 - 西浦上支所が「西浦上地域センター」に改められる。

## 町
1938年の長崎市編入以降、1949年までは9郷を、頭に「西浦上」を付してそのまま用い（西浦上村○○郷→長崎市西浦上○○郷）、同年、町名設置を実施した。
ただ、一部の町で1964年以降、住居表示の実施などによりさらに町名変更が行われてきた。
また、旧西浦上村ではないが、一部、西浦上地域センター管内に編入された区域も存在する。（旧浦上山里村の家野町(現在は4町に分割)、旧時津町の横尾)

### 町名の変遷
編集の都合上、滑石 (長崎市)の町名の編成についてもこちらに記述するが、現在の町の詳細については滑石 (長崎市)#現在の町名を参照のこと。
()内は町名変更実施年。1938年時点の郷は頭の「西浦上」を省略。
| 1938年                       | 1949年                       | 1965年                       | 1976年                 | 1983年                   | 1996年                   | 2008年                   | 現在               |
| ---------------------------- | ---------------------------- | ---------------------------- | ---------------------- | ------------------------ | ------------------------ | ------------------------ | ------------------ |
| 西郷                         | 油木町                       | 油木町                       | 油木町                 | 油木町                   | 油木町                   | 油木町                   | 油木町             |
| 西郷                         | 西町                         | 江里町(1965)                 | 江里町(1965)           | 江里町(1965)             | 江里町(1965)             | 江里町(1965)             | 江里町             |
| 西郷                         | 西町                         | 音無町(1965)                 | 音無町(1965)           | 音無町(1965)             | 音無町(1965)             | 音無町(1965)             | 音無町             |
| 西郷                         | 西町                         | 清水町(1965)                 | 清水町(1965)           | 清水町(1965)             | 清水町(1965)             | 清水町(1965)             | 清水町             |
| 西郷                         | 西町                         | 白鳥町(1965)                 | 白鳥町(1965)           | 白鳥町(1965)             | 白鳥町(1965)             | 白鳥町(1965)             | 白鳥町             |
| 西郷                         | 西町                         | 西町(1965)                   | 西町(1965)             | 西町(1965)               | 西町(1965)               | 西町(1965)               | 西町               |
| 西郷                         | 西町                         | 錦町(1965)                   | 錦町(1965)             | 錦町(1965)               | 錦1丁目～3丁目(1996)     | 錦1丁目～3丁目(1996)     | 錦1丁目～3丁目     |
| 西郷                         | 西町                         | 緑が丘町(1965)               | 緑が丘町(1965)         | 緑が丘町(1965)           | 緑が丘町(1965)           | 緑が丘町(1965)           | 緑が丘町           |
| 西郷                         | 西町                         | 三芳町(1965)                 | 三芳町(1965)           | 三芳町(1965)             | 三芳町(1965)             | 三芳町(1965)             | 三芳町             |
| 西北郷                       | 西北町                       | 西北町(1965)                 | 西北町(1965)           | 西北町(1965)             | 西北町(1965)             | 西北町(1965)             | 西北町             |
| 西北郷                       | 西北町                       | 柳谷町(1965)                 | 柳谷町(1965)           | 柳谷町(1965)             | 柳谷町(1965)             | 柳谷町(1965)             | 柳谷町             |
| 西北郷                       | 西北町                       | 若竹町(1965)                 | 若竹町(1965)           | 若竹町(1965)             | 若竹町(1965)             | 若竹町(1965)             | 若竹町             |
| 岩屋郷                       | 岩屋町                       | 岩屋町                       | 岩屋町                 | 岩屋町                   | 岩屋町                   | 岩屋町                   | 岩屋町             |
| 岩屋郷                       | 岩屋町                       | 葉山町(1964)                 | 葉山町(1964)           | 葉山町(1964)             | 葉山1丁目～2丁目(1988)   | 葉山1丁目～2丁目(1988)   | 葉山1丁目～2丁目   |
| 滑石郷                       | 滑石町                       | 葉山町(1964)                 | 葉山町(1964)           | 葉山町(1964)             | エミネント葉山町(1988)   | エミネント葉山町(1988)   | エミネント葉山町   |
| 滑石郷                       | 滑石町                       | 滑石町                       | 滑石町                 | 滑石1丁目～6丁目(1980)   | 滑石1丁目～6丁目(1980)   | 滑石1丁目～6丁目(1980)   | 滑石1丁目～6丁目   |
| 滑石郷                       | 滑石町                       | 滑石町                       | 滑石1丁目～6丁目(1976) | 滑石1丁目～6丁目(1980)   | 滑石1丁目～6丁目(1980)   | 滑石1丁目～6丁目(1980)   | 滑石1丁目～6丁目   |
| 滑石郷                       | 滑石町                       | 滑石町                       | 大園町(1976)           | 大園町(1976)             | 大園町(1976)             | 大園町(1976)             | 大園町             |
| 滑石郷                       | 滑石町                       | 滑石町                       | 大宮町(1976)           | 大宮町(1976)             | 大宮町(1976)             | 大宮町(1976)             | 大宮町             |
| 滑石郷                       | 滑石町                       | 滑石町                       | 虹が丘町(1976)         | 虹が丘町(1976)           | 虹が丘町(1976)           | 虹が丘町(1976)           | 虹が丘町           |
| 滑石郷                       | 滑石町                       | 滑石町                       | 北栄町(1976)           | 北栄町(1976)             | 北栄町(1976)             | 北栄町(1976)             | 北栄町             |
| 滑石郷                       | 滑石町                       | 滑石町                       | 北陽町(1976)           | 北陽町(1976)             | 北陽町(1976)             | 北陽町(1976)             | 北陽町             |
| 東北郷                       | 住吉町                       | 赤迫町(1964)                 | 赤迫町(1964)           | 赤迫町(1964)             | 赤迫1丁目～3丁目(1994)   | 赤迫1丁目～3丁目(1994)   | 赤迫1丁目～3丁目   |
| 東北郷                       | 住吉町                       | 泉町(1964)                   | 泉町(1964)             | 泉町(1964)               | 泉1丁目～3丁目(1994)     | 泉1丁目～3丁目(1994)     | 泉1丁目～3丁目     |
| 東北郷                       | 住吉町                       | 泉町(1964)                   | 泉町(1964)             | 泉町(1964)               | 泉町                     | 泉町                     | 泉町               |
| 東北郷                       | 住吉町                       | 住吉町(1964)                 | 住吉町(1964)           | 住吉町(1964)             | 住吉台町(1994)           | 住吉台町(1994)           | 住吉台町           |
| 東北郷                       | 住吉町                       | 住吉町(1964)                 | 住吉町(1964)           | 住吉町(1964)             | 住吉町                   | 住吉町                   | 住吉町             |
| 東北郷                       | 住吉町                       | 中園町(1964)                 | 中園町(1964)           | 中園町(1964)             | 中園町(1964)             | 中園町(1964)             | 中園町             |
| 東北郷                       | 住吉町                       | 花丘町(1964)                 | 花丘町(1964)           | 花丘町(1964)             | 花丘町(1964)             | 花丘町(1964)             | 花丘町             |
| 家野郷 （よの）              | 昭和町                       | 昭和町(1964)                 | 昭和町(1964)           | 昭和町                   | 昭和1丁目～3丁目(1994)   | 昭和1丁目～3丁目(1994)   | 昭和1丁目～3丁目   |
| 家野郷 （よの）              | 昭和町                       | 昭和町(1964)                 | 昭和町(1964)           | 女の都1丁目～4丁目(1983) | 女の都1丁目～4丁目(1983) | 女の都1丁目～4丁目(1983) | 女の都1丁目～4丁目 |
| 家野郷 （よの）              | 昭和町                       | 大手町(1964)                 | 大手町(1964)           | 大手町(1964)             | 大手1丁目～3丁目(1993)   | 大手1丁目～3丁目(1993)   | 大手1丁目～3丁目   |
| 川平郷                       | 川平町                       | 川平町                       | 川平町                 | 川平町                   | 川平町                   | 川平町                   | 川平町             |
| 川平郷                       | 川平町                       | 川平町                       | 川平町                 | 川平町                   | 川平町                   | けやき台町(2008)         | けやき台町         |
| 三組川内郷                   | 三川町                       | 三川町                       | 三川町                 | 三川町                   | 三川町                   | 三川町                   | 三川町             |
| 木場郷                       | 三ツ山町                     | 三ツ山町                     | 三ツ山町               | 三ツ山町                 | 三ツ山町                 | 三ツ山町                 | 三ツ山町           |
| 木場郷                       | 畦別当町                     | 畦別当町                     | 畦別当町               | 畦別当町                 | 畦別当町                 | 畦別当町                 | 畦別当町           |
| 家野町 ※旧浦上山里村 1923～  | 家野町 ※旧浦上山里村 1923～  | 家野町(1964)                 | 家野町(1964)           | 家野町(1964)             | 家野町(1964)             | 家野町(1964)             | 家野町             |
| 家野町 ※旧浦上山里村 1923～  | 家野町 ※旧浦上山里村 1923～  | 千歳町(1964)                 | 千歳町(1964)           | 千歳町(1964)             | 千歳町(1964)             | 千歳町(1964)             | 千歳町             |
| 家野町 ※旧浦上山里村 1923～  | 家野町 ※旧浦上山里村 1923～  | 文教町(1964)                 | 文教町(1964)           | 文教町(1964)             | 文教町(1964)             | 文教町(1964)             | 文教町             |
| 家野町 ※旧浦上山里村 1923～  | 家野町 ※旧浦上山里村 1923～  | 若葉町(1964)                 | 若葉町(1964)           | 若葉町(1964)             | 若葉町(1964)             | 若葉町(1964)             | 若葉町             |
| (時津町元村郷・野田郷の一部) | (時津町元村郷・野田郷の一部) | (時津町元村郷・野田郷の一部) | 横尾町(1973)           | 横尾1丁目～5丁目(1980)   | 横尾1丁目～5丁目(1980)   | 横尾1丁目～5丁目(1980)   | 横尾1丁目～5丁目   |

### 現在の町名
赤迫1丁目～3丁目（あかさこ）
1丁目から順に10,20,19街区。住宅や商店などが混在する繁華街。南端に路面電車の終点赤迫電停があることで市民にはおなじみである。道の尾交差点までの上り坂に六地蔵があり、バス停名となるほか、かつての小字名だった。
畦別当町（あぜべっとう）
西浦上地区で最も山奥に位置し、住宅は少ない。農業地域。浦上川の最上流域で、川に沿って長崎バイパスや県道45号線が通る。県道側のバスは手前の三ツ山町が終点で、バス停はバイパスのみにある。
油木町（あぶらぎ）
37街区。ただし西側に住居表示未実施地区がある。東側のふもとから、小江原に隣接するまで坂が続く。東側は住宅街であり、県立総合体育館、長崎市科学館、交通公園などの施設も立ち並ぶ。西側は小江原に隣接する形で住宅街が並ぶ。
家野町（いえの）
24街区。住宅地。西端が国道206号線で電車通りで、東側は丘陵。中央部に墓地がある。
泉1丁目～3丁目・泉町（いずみ）
浦上水源池により南北に分断された地域。元はひとつの泉町であったが、1994年の住居表示により、南側は泉1丁目～3丁目に変更された。住居表示を実施していない「泉町」は、現在北側のみ残されている。
南側は1丁目から順に32,28,15街区。住宅街。1丁目の14番以降は、住宅団地コモンシティ住吉の杜として新たに開発された地区である。
北側はバス停や自治会名から四斗切（しとぎれ）ともよばれる地区で、西彼杵郡長与町高田郷を経由する必要がある事実上の飛地である。住宅は少ない。高田郷にまたがり長崎商業高校、川平有料道路の女の都ランプがある。
岩屋町（いわや）
49街区。ただし山間部に住居表示未実施地区がある。岩屋山ふもとの住宅街。岩屋中学校・長崎工業高校がある。
江里町（えり）
21街区。丘陵地にある住宅街。
大手1丁目～3丁目（おおて）
前身の大手町は昭和町・本原町2丁目の一部を割いて発足。旧大手町が住居表示を実施し発足(ただし、現・1丁目は以前から実施済みだった)。1丁目から順に31,31,16街区。住宅街。2丁目は三原2丁目・辻町・石神町の各一部とともに丸善団地と呼ばれている。1丁目に西浦上小学校がある。山林に鳥山城跡がある。これが旧本原郷「字大手町」の由来であるという。
音無町（おとなし）
20街区。住宅街。長崎南山小学校がある。JR長崎本線西浦上駅がある。ただし、敷地は当町だが、入口は中園町（サンモール前）側にあり、音無町へは踏切を渡る必要がある。南北に長い町であるが、東端のJRと、西端の西町バス通りとの間は標高が15mほど違い、全体が斜面になっている。
川平町（かわひら）
西浦上小学校区（おおよそ川平ICより西側）と川平小学校区（東側）で様相が大きく異なる。西側は隣接する大手・昭和から続く住宅密集地で高層マンションも目立つ。
長崎バイパス川平インターチェンジがある。東側は山間部の農業地域で、浦上川上流域。川沿に集落が点在する。
けやき台町（けやきだい）
2008年、女の都1丁目・川平町の一部を割いて発足した。20街区。西浦上ニュータウンけやき台を占める。
清水町（しみず）
21街区。住宅街。
昭和1丁目～3丁目（しょうわ）
1丁目から順に13,21,9街区。3丁目の一部（水源地区）は住居表示未実施。住宅街。浦上川と浦上水源地から流れる大井手川が合流する。3丁目水源地区はその名の通り浦上水源地に面する。長崎バイパスの終点がある。水源地区の一部は長与町高田郷を経由する必要がある事実上の飛地である。
白鳥町（しらとり）
11街区。住宅街。長崎拘置支所があった（2023年11月から収容業務停止、2025年4月1日廃止）。
住吉町（すみよし）
21街区。西浦上地区の実質的な中心で、サンモール住吉や住吉市場など商業施設が密集する。商業施設は国道206号や昭和町通り沿いに密集し、北東の丘陵地帯は住宅街。
住吉台町（すみよしだい）
住吉町・泉町・赤迫町の一部を割いて発足した。11街区。新興住宅地。
千歳町（ちとせ）
21街区。住宅地。ダイエーチトセピアがあり、市役所西浦上地域センターはこのビルに入居している。
中園町（なかぞの）
22街区。国道を挟んで住吉町に隣接しており、商業施設や住宅が立ち並ぶ。
西町（にし）
39街区。丘陵地の住宅街。西町小学校がある。
錦1丁目～3丁目（にしき）
1丁目から順に17,28,19街区。住宅地。
西北町（にしきた）
46街区。住宅街。西北小学校がある。
花丘町（はなおか）
22街区。住宅街。昭和町通り沿いに商業施設が並ぶ。
文教町（ぶんきょう）
17街区。長崎大学文教キャンパス、同大学附属小学校・中学校、西浦上中学校、純心中学校・高校がある名前通りの文教地区。それ以外は住宅も多い。
三川町（みかわ）
山間部だが、三川川中流域に、川に沿って住宅が立ち並ぶ。三川中学校・精道三川台小中高校がある。JR長崎本線の長崎トンネルが地下を通り、トンネル内に肥前三川信号場がある。
三ツ山町（みつやま）
山間部。浦上川上流。南西部の六枚板・それ以外の大半を占める犬継といった地区に分かれる。南東部の、恵の丘と通称される区域に長崎純心大学がある。長崎バスの終点もこの恵の丘にある。長崎バイパスが通過し、バイパス上にも犬継バス停がある。
緑が丘町（みどりがおか）
16街区。丘陵地の住宅街。緑が丘中学校がある。
三芳町（みよし）
大橋町・西町の一部を割いて発足した。13街区。住宅街。南部（旧大橋町）はアパート群。南端にある家電量販店もアパートの跡地である。
女の都1丁目～4丁目（めのと）
1丁目は住居表示未実施で、2丁目から順に、21,36,42街区。1丁目は旧来からの集落で、川沿に住宅が広がる。2丁目以降は女の都団地で、山を切り開いて作られた、長崎では古くからある典型的な団地である。4丁目は西崎団地を含む。4丁目に女の都小学校がある。
柳谷町（やなぎだに）
42街区。住宅街。長崎大学附属特別支援学校がある。
若竹町（わかたけ）
53街区。住宅街。
若葉町（わかば）
16街区。住宅地。町名は先んじて開業した若葉町停留場に由来する。

## 交通

### 鉄道・バス
- 九州旅客鉄道（JR九州）
  - 長崎本線：道ノ尾駅 - 西浦上駅
- 長崎電気軌道
  - 本線：住吉停留場 - 昭和町通停留場 - 千歳町停留場 - 若葉町停留場 - 長崎大学停留場
  - 赤迫支線：住吉停留場 - 赤迫停留場
- 長崎バス
- 県営バス

### 道路
- E96 長崎バイパス
  - 11-3 川平IC - 昭和町出入口
- 川平有料道路
  - 11-4 女の都ランプ
- 国道206号
- 長崎県道33号長崎多良見線
- 長崎県道111号道ノ尾停車場線
- 長崎県道112号長崎式見港線
- 長崎県道113号長与大橋町線
- 長崎県道235号昭和馬町線

## 施設

### 公共
- 長崎市役所西浦上地域センター[1]

#### 警察
- 浦上警察署（本庁管内の大橋町にある）
  - 若葉交番
  - 女の都警察官駐在所

### 教育機関

#### 大学・短期大学
- 長崎大学文教キャンパス
- 長崎純心大学
- 長崎純心短期大学

#### 高等学校
市立
- 長崎市立長崎商業高等学校

県立
- 長崎県立長崎工業高等学校

私立
- 純心女子高等学校
- 精道三川台高等学校

#### 中学校
国立
- 長崎大学教育学部附属中学校

市立
- 長崎市立岩屋中学校
- 長崎市立西浦上中学校
- 長崎市立三川中学校

私立
- 純心中学校
- 精道三川台中学校

#### 小学校
国立
- 長崎大学教育学部附属小学校

市立
- 長崎市立西町小学校
- 長崎市立西北小学校
- 長崎市立川平小学校
- 長崎市立西浦上小学校
- 長崎市立女の都小学校

私立
- 長崎南山小学校
- 精道三川台小学校

#### 特別支援学校
- 長崎大学教育学部附属特別支援学校